# Osservatorio di Ulugh Beg
L'osservatorio di Ulugh Beg è un osservatorio astronomico che si trova a Samarcanda, nell'odierno Uzbekistan. Fu costruito nel 1429 dal principe timuride e astronomo Ulugh Beg. È considerato dagli studiosi uno dei migliori osservatori dell'Islam medievale. L'osservatorio venne distrutto nel 1449 e fu riscoperto solo nel 1908.

## Storia

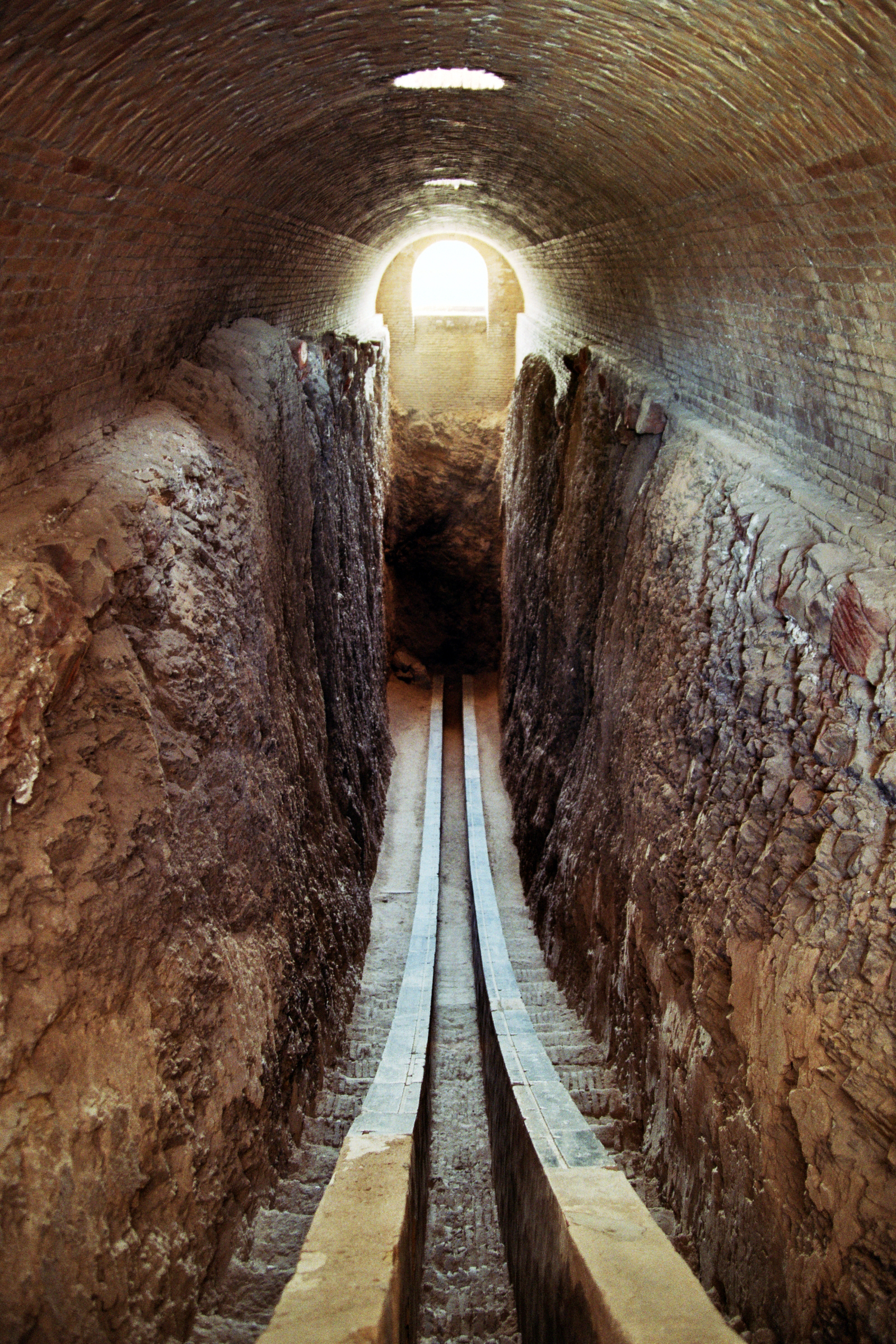
La galleria: al tempo di Ulugh Beg le pareti erano ricoperte di marmo levigato

Nel 1420 il principe di Samarcanda Ulugh Beg, che era anche un esperto astronomo, costruì una madrasa a Samarcanda, detta perciò madrasa di Ulugh Beg, che divenne rapidamente un importante centro di studi astronomici. Nel 1424 il principe astronomo cominciò a costruire un osservatorio per appoggiare la ricerca astronomica della madrasa. Il complesso fu terminato cinque anni dopo (1429). Ali Qushji fu nominato direttore dell'osservatorio, e vi lavorò finché Ulugh Beg non fu assassinato.
Altri importanti astronomi che lavorarono a Samarcanda furono Qāḍī-zāda al-Rūmī e Al-Kashi.
L'osservatorio fu tuttavia distrutto pochi anni dopo, nel 1449, da fanatici religiosi e fu riscoperto solo nel 1908 dall'archeologo russo V.L. Vyatkin, che aveva trovato un atto di waqf che indicava l'esatta posizione dell'osservatorio.

## Descrizione
Uno dei più importanti strumenti utilizzati nell'osservatorio era un largo arco usato per determinare il mezzogiorno. Nella collina era stata scavata una galleria larga circa due metri, orientata lungo il meridiano passante per l'osservatorio. Essa ospitava l'arco dello strumento. Il quadrante era alto undici metri e raggiungeva la sommità dell'edificio di tre piani che lo circondava. Con il suo raggio di 40,4 metri era il quadrante più grande del mondo.
Fra gli altri strumenti usati nell'osservatorio vi erano la sfera armillare e l'astrolabio.

## Risultati

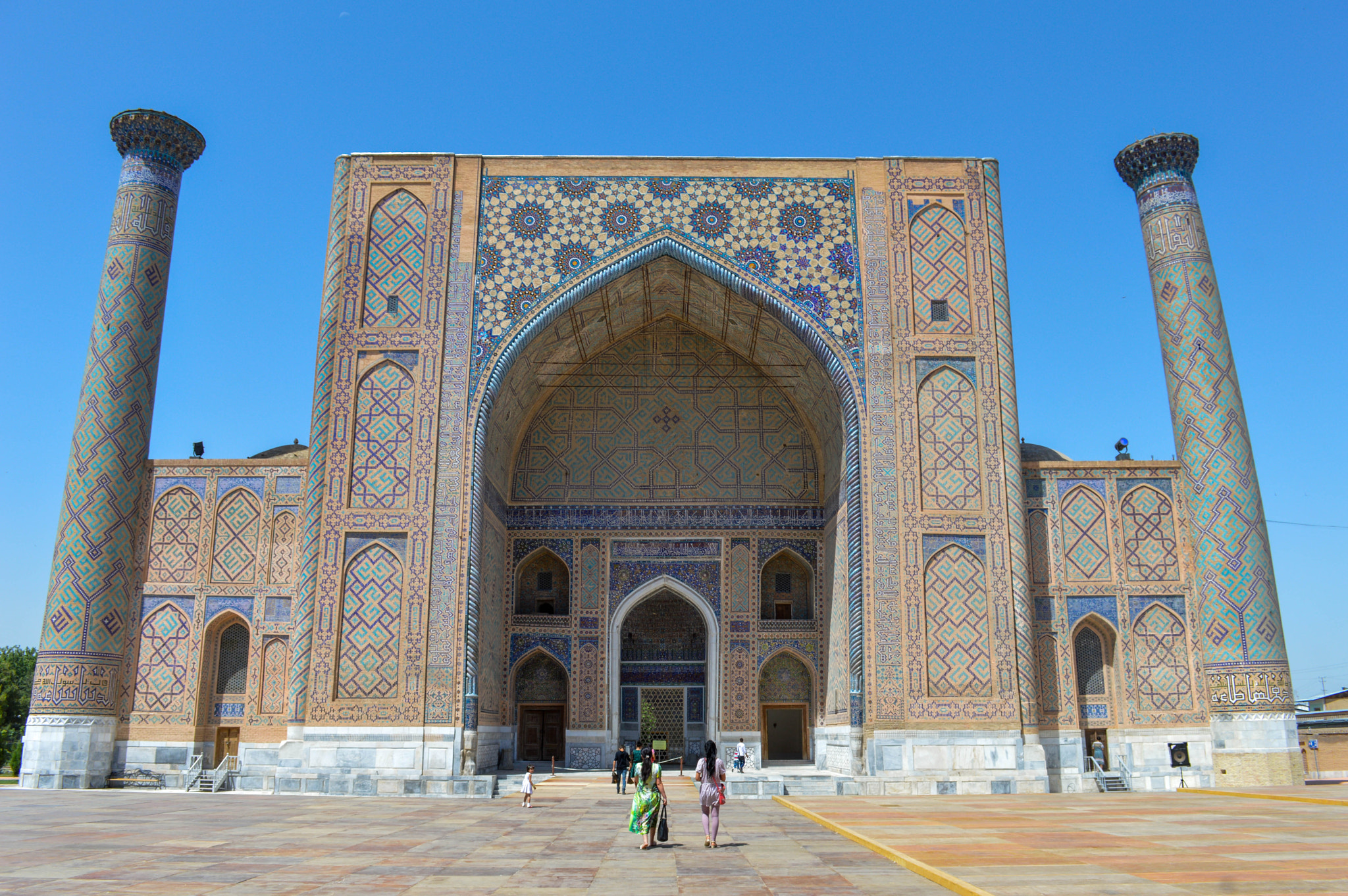
La madrasa di Ulugh Beg

Il principale risultato dell'attività scientifica dell'osservatorio di Samarcanda furono le tavole astronomiche chiamate Zīj-i Sultānī (in arabo: یجِ سلطانی), così chiamate in quanto opera di Ulugh Beg.
Ulugh Beg determinò la durata dell'anno tropico in 365 giorni, 5 ore, 49 minuti e 15 secondi, con un errore di soli 25 secondi rispetto all'attuale computo. Il sultano astronomo determinò anche l'inclinazione assiale della terra in 23°52, valore tuttora confermato.